# 唐韻

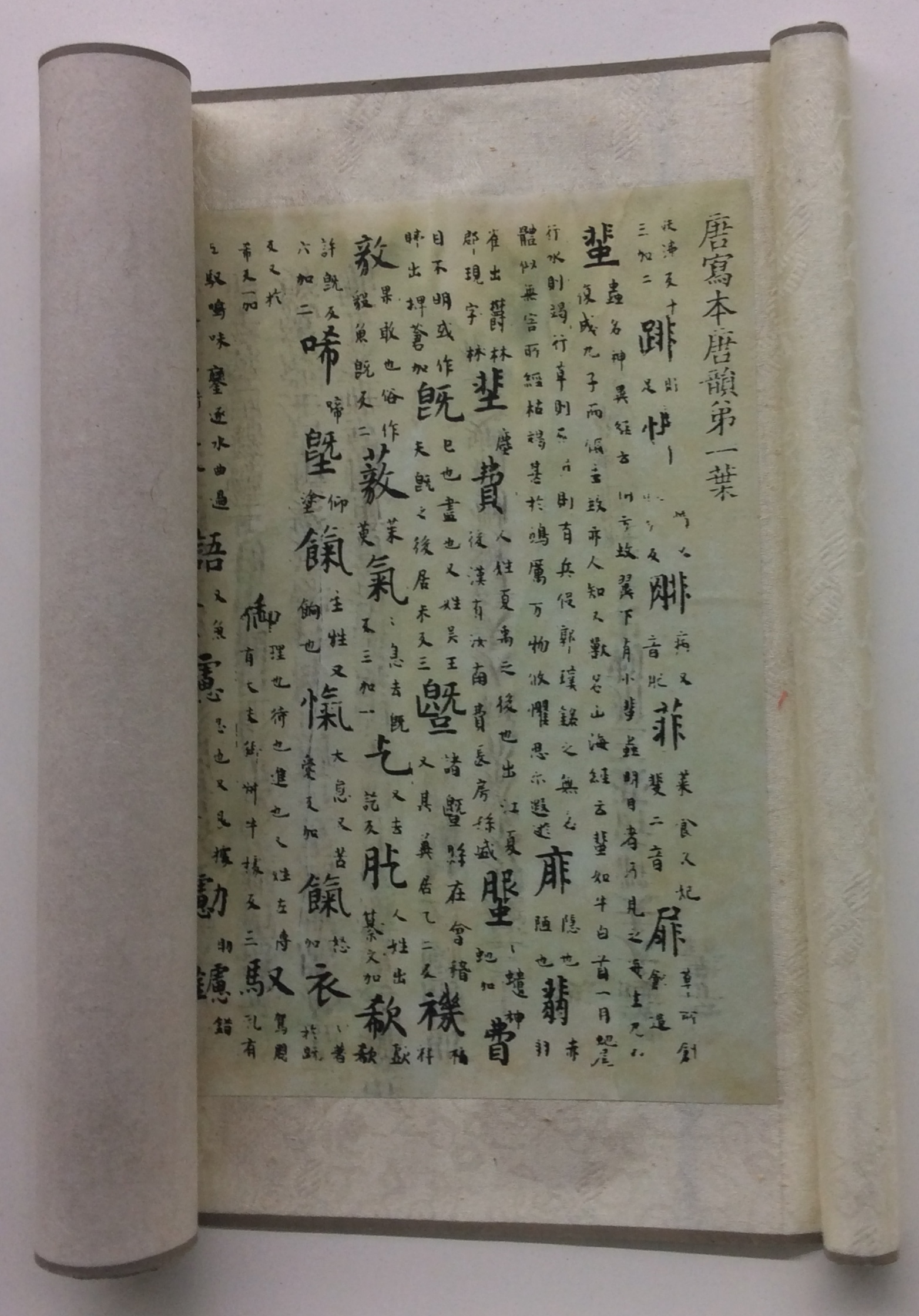
中华字典博物馆《唐韻》

《唐韻》由唐人孫愐著的音韻書籍，時間約在唐玄宗開元二十年（公元732年）之後，是《切韻》的一個增修本，但原書已佚失。據清代卞永譽《式古堂書畫匯考》所錄唐元和年間《唐韻》寫本的序文和各卷韻數的記載，全書5卷，共195韻，與稍早的王仁昫的《刊謬補缺切韻》同，其上、去二聲都比陸法言《切韻》多一韻。
王仁昫的《刊謬補缺切韻》也是《切韻》的一個增修本，较《唐韻》更早。但孫愐曾利用朝廷扩大《唐韻》的影响，所以《唐韻》雖是孫愐的私人著述，其命名卻帶有官方的性質，比起較它早出的《刊謬補缺切韻》更有名气。范鎮的《東齋記事》上說：“自孫愐集為《唐韻》，諸書遂廢”。王仁昫的《刊謬補缺切韻》和孫愐的《唐韻》，都对韵字加入注釋，並且引文都有出處，于是韻書便同时具有辭書和字典的功能。
现存蔣黼(又作蔣斧，字覲扆，號伯斧，1866-1910，蘇州藏書家蔣重光裔孫）旧藏本《唐韵》残卷（残有去声一部与入声）。其韻数与卞永誉所言相当不同，未知经过何种程度的改订。另敦煌残卷P2018残有東、冬、鍾平声一部分。